# Qysylorda
Qysylorda (kasachisch Қызылорда; russisch Кызылорда Kysylorda; bis 1997 Кзыл-Орда Ksyl-Orda, auch Kysyl-Orda) ist eine Stadt im Süden Kasachstans. Sie ist das Verwaltungszentrum und mit 285.542 Einwohnern (Stand 1. Januar 2025) zugleich größte Stadt des Gebietes Qysylorda. Sie liegt am Fluss Syrdarja inmitten der Wüste Kysylkum.
Die Stadt wurde 1818 durch den Khan von Kokand als Festung Aqmeschit am Syrdarja gegründet. 1853 wurde sie im Zuge der russischen Eroberung Zentralasiens von der kaiserlichen Armee eingenommen und zur Stadt ausgebaut. Von 1925 bis 1929 war Ksyl-Orda, wie die Stadt mittlerweile hieß, kurzzeitig Hauptstadt der Kasachischen ASSR. Nach der Verlegung der Hauptstadt nach Alma-Ata verlor die Stadt an Bedeutung, wurde aber ab 1938 Verwaltungssitz der gleichnamigen Oblast.

## Geografie

### Geografische Lage

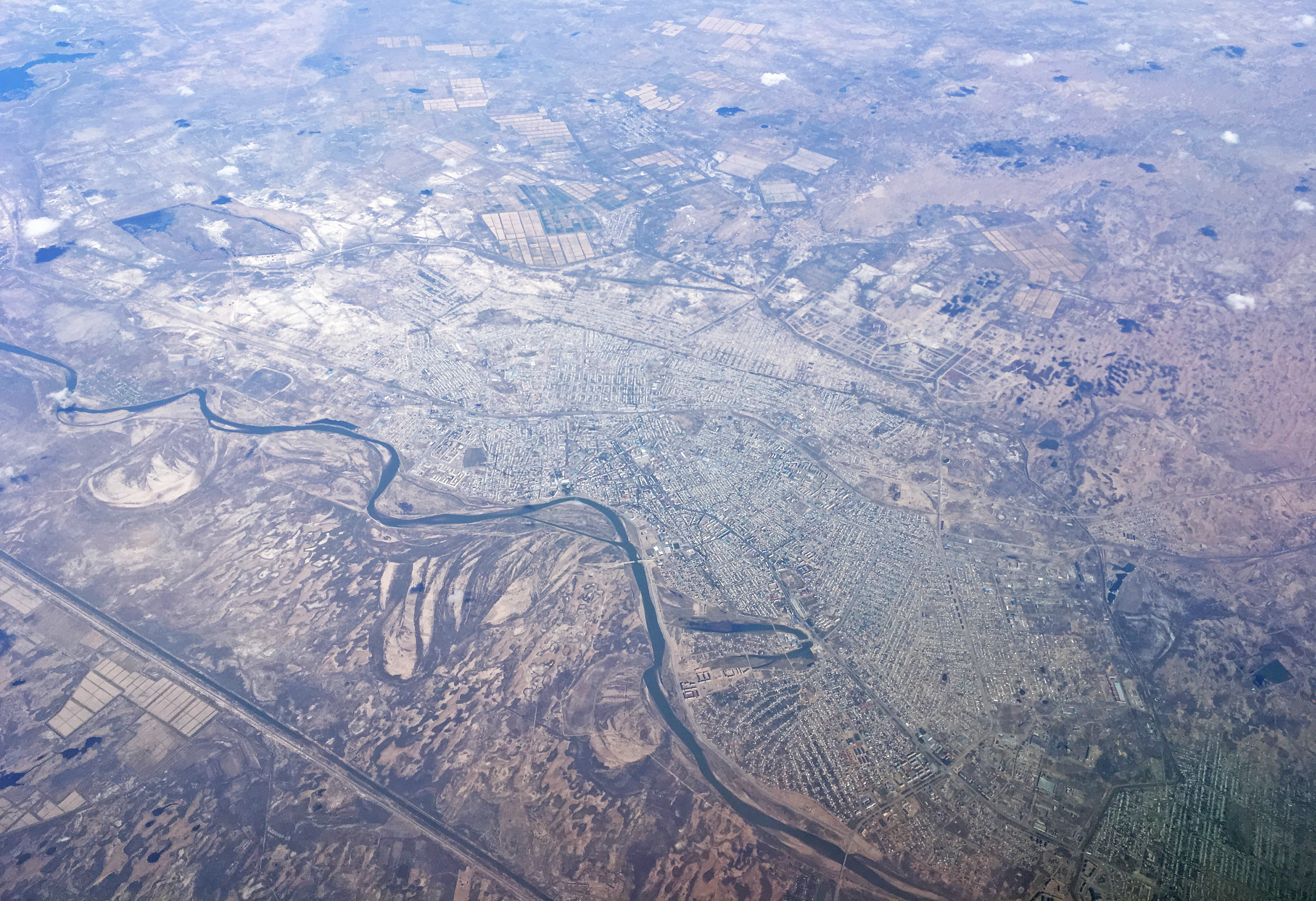
Luftaufnahme von Qysylorda

Qysylorda liegt im Süden Kasachstans im gleichnamigen Gebiet. Die Stadt befindet sich rund 430 Kilometer nordwestlich von Schymkent im Tiefland von Turan am nordöstlichen Rand der Wüste Kysylkum. Sie liegt am rechten Ufer des Syrdarja, der die ansonsten trockene Kies- und Sandwüste durchfließt. Das Wasser des Flusses wird sowohl flussauf- als auch flussabwärts zur intensiven Bewässerung landwirtschaftlicher Flächen genutzt.
Qysylorda bildet verwaltungstechnisch einen eigenen städtischen Bezirk der an die Bezirke Syrdarija und Schijeli grenzt. Das Territorium, das der Stadtverwaltung unterstellt ist, umfasst eine Fläche von rund 2.400 Quadratkilometer. Zur Stadt gehören unter anderem die größeren Siedlungen Belköl, Qysylscharma und Tasböget. Die Gesamtbevölkerung beläuft sich auf 362.416 Einwohner (Stand 1. Januar 2025), von denen aber nur 285.542 Menschen selbst in der Stadt leben.

### Klima
Qysylorda besitzt ein Steppenklima, was in der effektiven Klimaklassifikation BSk entspricht. Es ist geprägt durch heiße und trockene lange Sommer und kurze aber dennoch kalte Winter. In den Sommermonaten liegen die Durchschnittstemperaturen bei über 25 °C, auch Werte weit über 30 °C sind keine Seltenheit. Das ganze Jahr über gibt es in Qysylorda wenig Niederschläge, der meiste davon fällt im Winter und Frühling. Im Sommer hingegen fällt sehr wenig Regen, so beträgt die durchschnittliche Niederschlagsmenge im September lediglich drei Millimeter. Die jährliche Niederschlagsmenge summiert sich auf rund 150 mm.
|                       | Jan   | Feb   | Mär  | Apr  | Mai  | Jun  | Jul  | Aug  | Sep  | Okt  | Nov  | Dez   |   |      |
| Mittl. Tagesmax. (°C) | −5,2  | −2,7  | 6,1  | 18,1 | 26,5 | 31,5 | 32,6 | 30,7 | 24,1 | 15,1 | 4,8  | −2,8  | ⌀ | 15   |
| Mittl. Tagesmin. (°C) | −13,9 | −12,2 | −5,0 | 4,3  | 11,2 | 15,8 | 16,7 | 14,4 | 7,5  | 0,6  | −5,9 | −11,2 | ⌀ | 1,9  |
|                       |       |       |      |      |      |      |      |      |      |      |      |       |   |      |
| Niederschlag (mm)     | 16    | 14    | 20   | 19   | 14   | 7    | 5    | 6    | 3    | 11   | 15   | 20    | Σ | 150  |
|                       |       |       |      |      |      |      |      |      |      |      |      |       |   |      |
| Sonnenstunden (h/d)   | 3,6   | 5,1   | 6,6  | 8,4  | 11,2 | 12,5 | 13,7 | 12,1 | 10,9 | 7,7  | 5,0  | 3,6   | ⌀ | 8,4  |
|                       |       |       |      |      |      |      |      |      |      |      |      |       |   |      |
| Regentage (d)         | 5     | 4     | 5    | 4    | 3    | 2    | 1    | 1    | 1    | 3    | 3    | 5     | Σ | 37   |
|                       |       |       |      |      |      |      |      |      |      |      |      |       |   |      |
| Luftfeuchtigkeit (%)  | 80    | 78    | 70   | 49   | 39   | 38   | 38   | 39   | 44   | 54   | 69   | 78    | ⌀ | 56,2 |

| −13,9 |

| −12,2 |

| −5,0 |

| 4,3 |

| 11,2 |

| 15,8 |

| 16,7 |

| 14,4 |

| 7,5 |

| 0,6 |

| −5,9 |

| −11,2 |

| −13,9 |

| −12,2 |

| −5,0 |

| 4,3 |

| 11,2 |

| 15,8 |

| 16,7 |

| 14,4 |

| 7,5 |

| 0,6 |

| −5,9 |

| −11,2 |

## Geschichte

### Gründung und russische Eroberung
Qysylorda wurde 1818 als Festung und nordwestlicher Vorposten des Khanats Kokand unter dem Namen Aqmeschit (kas. Ақмешіт, rus. Ак-Мечеть; kasachisch für „weißes Minarett“) gegründet. Zu dieser Zeit begann Muhammad Umar Khan, Khan von Kokand, damit, eine Reihe von Festungen entlang des Syrdarja zur Verteidigung gegen das Russische Kaiserreich anlegen zu lassen. Aqmeschit wurde an einem strategisch wichtigen Punkt errichtet, an dem sich Handelsrouten von Taschkent, Buchara und Chiwa nach Orenburg und Westsibirien kreuzten. Die Festung bestand aus zwei Moscheen und etwa 50 Häusern, die von Mauern und einem Wassergraben umgeben waren. Die Bewohner von Aqmeschit überfielen oft Dörfer in der Umgebung. Sie stahlen das Vieh der lokalen kasachischen Bewohner und erhoben darüber hinaus Steuern bei der kasachischen Bevölkerung. Dies führte dazu, dass sie bei den ansässigen Kasachen nicht sehr beliebt waren und gegen die Festung kämpften.
Nach der Eroberung durch die russischen Streitkräfte unter Generaladjutant Wassili Perowski am 28. Juli 1853 erhielt die Festung den Namen Fort Perowski (Форт Перовский). An der Stürmung von Aqmeschit waren rund 2300 russische Soldaten beteiligt, die von etwa 500 einheimischen Menschen unterstützt wurden. Die Bewohner der Festung waren der russischen Armee mit ihrer schlagkräftigen Artillerie unterlegen; sie verfügten nur über einige Kanonen. Für die Kasachen stellte dies die Befreiung von der Herrschaft des Khanats Kokand dar. Im Dezember desselben Jahres versuchte Kokand die Festung zurückzuerobern; die Belagerung scheiterte aber. Perowski begann 1854 mit dem Wiederaufbau des Forts, das Zentrum des Bezirks Perowski wurde. Dieser umfasste eine Fläche von 80.000 Quadratkilometern auf der etwa 180.000 Kasachen lebten.

### Ksyl-Orda als Hauptstadt
1867 wurde der Ort unter dem Namen Perowsk (Перовск) Verwaltungszentrum eines Kreises (Ujesd) der Oblast Syrdarja des Generalgouvernements Turkestan innerhalb des Russischen Reiches. Zugleich wurde Perowsk das Stadtrecht verliehen. Damit begann die Entwicklung von Perowsk, bei der man sich stark an der Architektur von Orenburg orientierte. Es wurde eine Schule eröffnet und Industriebetriebe gegründet. 1905 wurde die Stadt an das Eisenbahnnetz der Trans-Aral-Eisenbahn angeschlossen; im darauffolgenden Jahr wurde der Betrieb auf der ganzen Strecke zwischen Orenburg und Taschkent aufgenommen. Zwischen 1922 und 1925 trug die Stadt wieder den alten Namen Aqmeschit.
Das kasachische zentrale Exekutivkomitee beschloss auf ihrer zweiten Sitzung eine Verlegung der Hauptstadt der Kirgisischen ASSR; zu diesem Zeitpunkt war dies Orenburg gewesen. Man entschied sich dabei für die Stadt Aqmeschit, da diese zum einen an einer wichtigen Eisenbahnlinie lag und zum anderen die Region mehrheitlich von ethnischen Kasachen bewohnt war. Zu diesem Zeitpunkt war die Stadt aber Bestandteil der ASSR Turkestan und man musste abwarten. Nachdem die Region der Kirgisischen ASSR zugeschlagen worden war, wurde im Februar 1925 mit der Verlegung der Hauptstadt begonnen. Nach Gründung der Kasachischen ASSR (aus der später die Kasachische SSR, Vorgänger des heutigen Kasachstan, hervorging) blieb Aqmeschit deren Hauptstadt.
Die Stadt war wenig entwickelt zu diesem Zeitpunkt, für die Regierung wurden aber Gebäude für insgesamt 49 Institutionen benötigt, damit die mehr als 1000 Mitarbeiter untergebracht werden konnten. Zudem war nicht genügend Wohnraum für diese zusätzlichen Menschen vorhanden. Im September 1925 wurde deswegen eine Kommission geschaffen, die sich mit der Entwicklung der Stadt beschäftigte. So wurden 50 Gebäude errichtet, darunter 15 Wohngebäude. Zudem gab es auch kommunale Probleme, mit denen die neuen Regierungsmitarbeiter in der Stadt konfrontiert wurden. Es gab kein funktionierendes Wirtschaftsleben, keine Straßenbeleuchtung in der ganzen Stadt und keine Wasserversorgung. Die Stadt sollte in zwei Gebiete aufgeteilt werden: der eine Teil sollte die bisherige Stadt umfassen und der neue Teil der Stadt die Regierungsgebäude und die Unterkünfte der Angestellten. Mit der Erhebung zur Hauptstadt war gleichzeitig auch eine Umbenennung verbunden. Ab 1925 hieß die Stadt Ksyl-Orda (kasachisch für „rotes Heer(lager)“). Nur vier Jahre später wurde die Hauptstadt nach Alma-Ata verlegt.

### Stadtentwicklung seit den 1930er Jahren
Ende der 1930er Jahre wurde Ksyl-Orda von einem regionalen Zentrum zum Verwaltungssitz einer Oblast. Am 15. Januar 1938 wurde die Stadt zum Zentrum der neu gegründeten Oblast Ksyl-Orda. Die Bevölkerung nahm stark zu, vor allem bedingt durch die Deportation von Personen aus anderen Teilen der Sowjetunion nach Zentralasien. Darunter waren vor allem Deutsche, Koreaner, Polen und Ukrainer. Ab den 1960er Jahren setzte die schnelle Entwicklung der Industrie ein. Dies umfasste vorwiegend die Lebensmittelindustrie, Papierherstellung und die Herstellung von Bekleidung und Schuhen. Um den steigenden Energiebedarf zu decken, wurde im Westen der Stadt ein Wärmekraftwerk errichtet.

## Bevölkerung

### Einwohnerentwicklung
| Jahr  | Einwohner |
| ----- | --------- |
| 1897¹ | 5.058     |
| 1939¹ | 46.750    |
| 1959¹ | 65.902    |
| 1970¹ | 122.373   |
| 1979¹ | 156.128   |
| 1989¹ | 151.791   |

| Jahr  | Einwohner |
| ----- | --------- |
| 1999¹ | 157.364   |
| 2004  | 157.719   |
| 2005  | 158.592   |
| 2006  | 161.539   |
| 2007  | 164.103   |
| 2008  | 166.818   |

| Jahr  | Einwohner |
| ----- | --------- |
| 2009¹ | 188.682   |
| 2010  | 193.106   |
| 2011  | 198.389   |
| 2012  | 201.719   |
| 2013  | 207.721   |
| 2014  | 212.918   |

| Jahr | Einwohner |
| ---- | --------- |
| 2015 | 219.967   |
| 2016 | 227.460   |
| 2017 | 235.355   |
| 2018 | 236.115   |
| 2019 | 239.070   |
| 2020 | 242.462   |

¹ Volkszählungsergebnis

## Politik und Verwaltung

### Äkim (Bürgermeister)
Derzeitiger Bürgermeister (Äkim, kas. Әкім) von Qysylorda ist seit Januar 2024 Serik Qoschanijasow. Während sowjetischer Zeit stand der Stadtverwaltung der Vorsitzende des Exekutivausschusses vor. Nachfolgend die Bürgermeister der Stadt seit 1992:
1. Äbdirschan Qalybajew (1992–1994)
2. Scharylqassyn Schäripow (1994–1996)
3. Baqbergen Dosmanbetow (1996–1999)
4. Qoschachmet Baimachanow (1999–2004)
5. Murat Üderbajew (2004–2005)
6. Aitbai Köscherbajew (2005)
7. Imamadin Onggharbajew (2005–2007)
8. Serik Qoschanijasow (2007–2008)
9. Murat Jergeschbajew (2008–2010)
10. Marchabat Schajymbetow (2010–2013)
11. Nurlybek Nälibajew (2013–2021)
12. Ghanibek Qasantajew (2021–2022)
13. Assylbek Schämenow (2022–2024)
14. Serik Qoschanijasow (seit 2024)

### Städtepartnerschaften
- Arvada, Colorado (Vereinigte Staaten)
- Bursa (Türkei)

## Kultur und Sehenswürdigkeiten

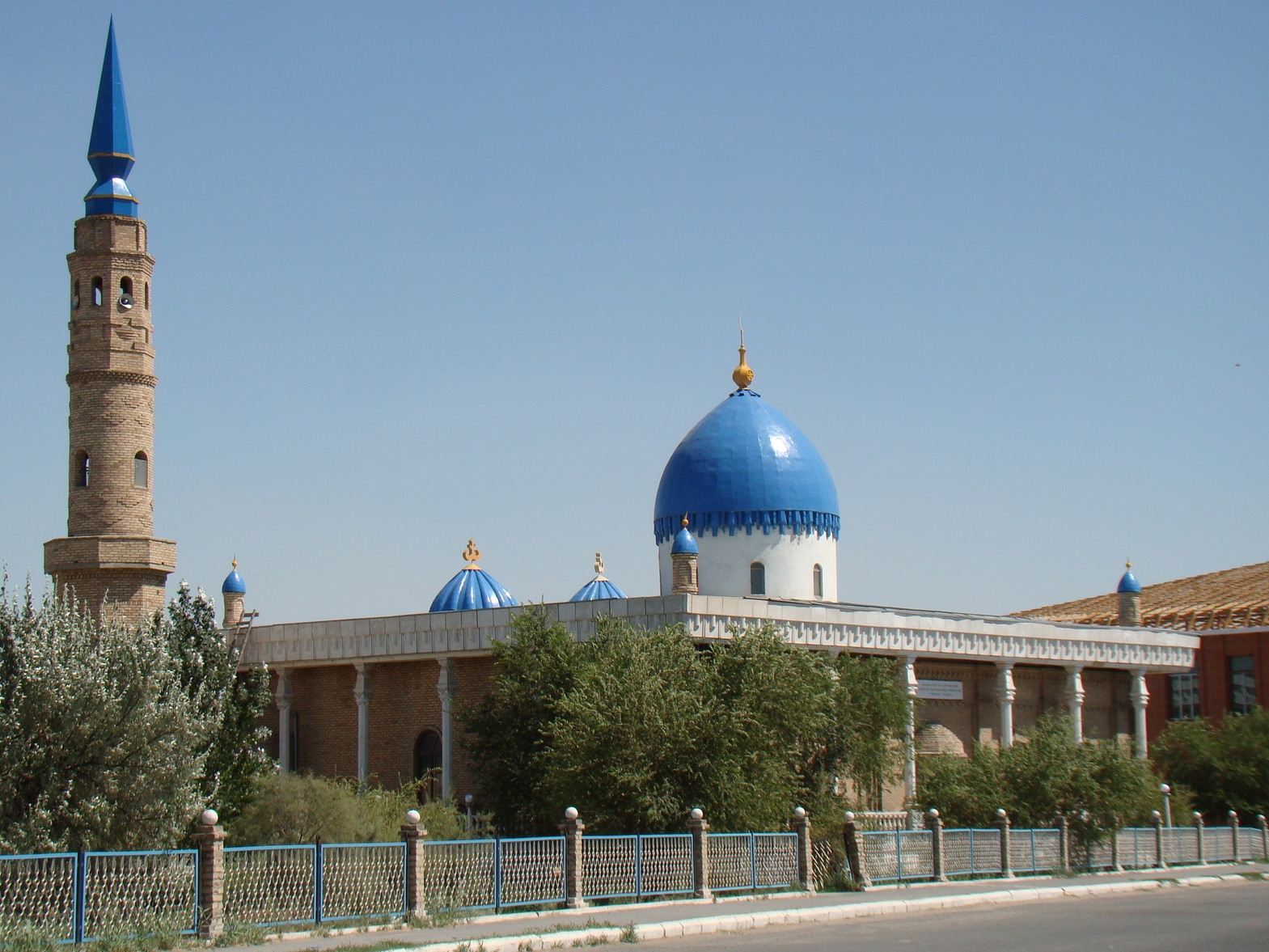
Die Aitbai-Moschee ist heute das älteste noch erhaltene Baudenkmal der Stadt

### Bauwerke
- Aitbai-Moschee
- Kirche der Gottesmutter-Ikone von Kasan

### Museen und Theater
- Historisches Museum Qysylorda
- Regionales kasachisches Bekeschanow-Dramatheater
- Palast der Kultur

### Sport
In der Stadt ist der Fußballverein Qaisar Qysylorda beheimatet.

## Wirtschaft und Infrastruktur

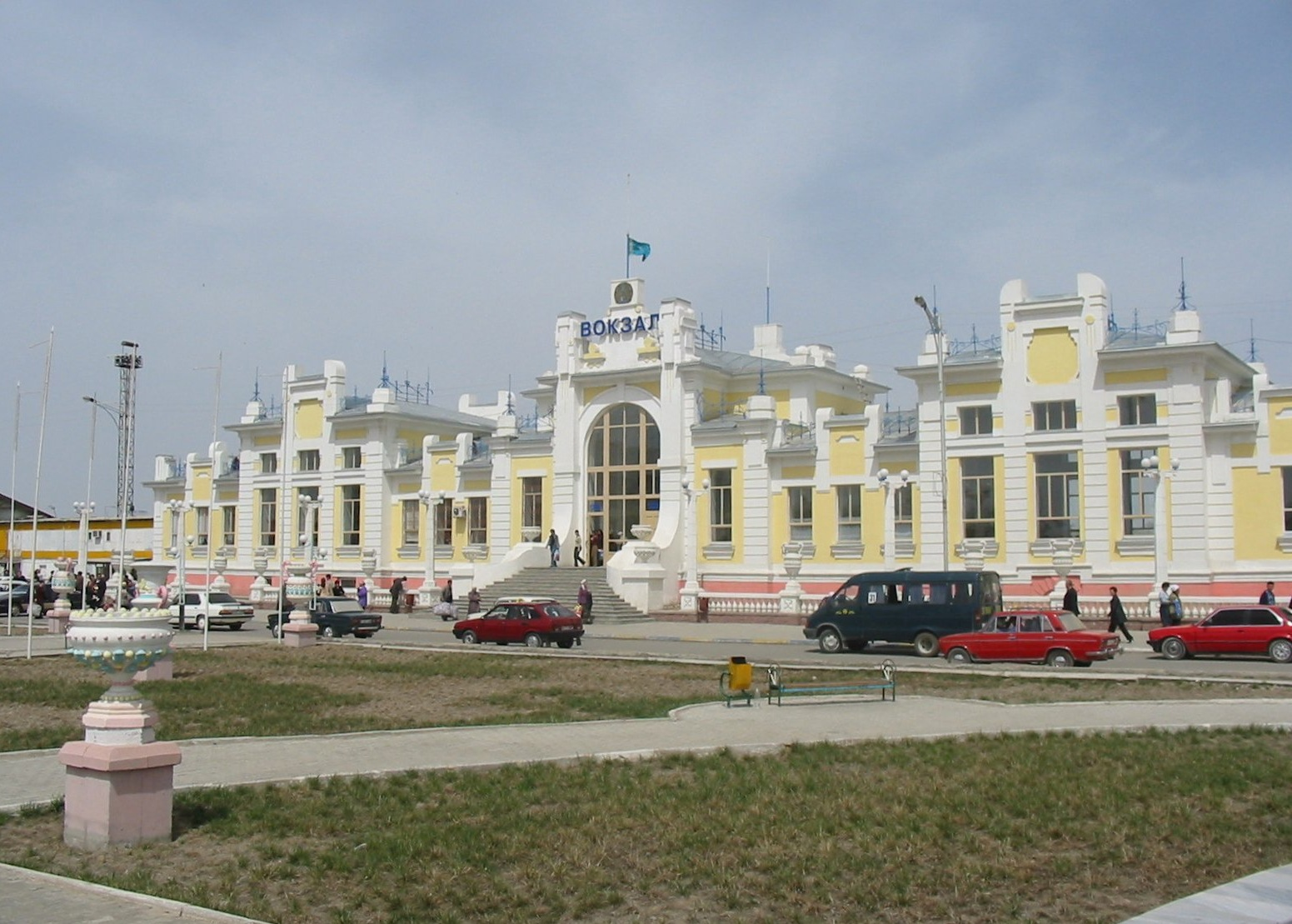
Bahnhof von Qysylorda

### Verkehr
In der näheren Umgebung der Stadt befindet sich der Flughafen Qysylorda. Qysylorda liegt an der Trans-Aral-Eisenbahn, die von Orenburg nach Taschkent führt.
Durch die Stadt verläuft die M32, die im Westen Kasachstans ihren Anfang hat und nach Schymkent führt. In Qysylorda beginnen die A17, die die Stadt mit Pawlodar verbindet, sowie die E 004 über Uchquduq nach Buchara, beide in Usbekistan, führt.

### Bildung
- Staatliche Qorqyt Ata-Universität Qysylorda

## Söhne und Töchter der Stadt
- Äbdilda Täschibajew (1909–1998), Schriftsteller
- Schaqyp Assanow (* 1963), Jurist
- Ghalymschan Qoischybajew (* 1968), Diplomat
- Mihhail Kõlvart (* 1977), estnisch-koreanischer Sportler und Politiker
- Andrei Kaschetschkin (* 1980), Radrennfahrer
- Maqsat Baischanow (* 1984), Fußballspieler
- Almat Bekbajew (* 1984), Fußballspieler
- Schassulan Muchtarbekuly (* 1984), Freistilringer
- Daurenbek Taschimbetow (* 1985), Fußballspieler
- Schanar Dughalowa (* 1987), Popsängerin
- Wiktor Leptikow (* 1987), Hürdenläufer
- Ilja Iljin (* 1988), Gewichtheber und Olympiasieger
- Asqat Taghybergen (* 1990), Fußballspieler
- Robert Gainejew (* 1994), Radsportler